# Neil Magny
Aoutneil Magny, född 3 augusti 1987 i Brooklyn, är en amerikansk MMA-utövare som sedan 2013 tävlar i organisationen Ultimate Fighting Championship.